# Gökçekaya, Laçin
Gökçekaya là một xã thuộc huyện Laçin, tỉnh Çorum, Thổ Nhĩ Kỳ. Dân số thời điểm năm 2010 là 132 người.